# Мікушина Тетяна Миколаївна
Мікушина Тетяна Миколаївна (рос. Микушина Татьяна Николаевна; 5 січня 1958) – російська письменниця, духовний лідер, представник Вчення Вознесених Владик. В 2014 р. заснувала міжнародний громадський рух "За моральність" (рос. «За нравственность!»).

## Біографія

### Освіта та робота
Т. М. Мікушина народилася 5 січня 1958 р. в м. Омську, СРСР (нині Росія). У 1980 р. вона закінчила Омський політехнічний інститут. Потім працювала в конструкторському бюро інженером-конструктором з розробки космічної техніки, а після розпаду СРСР - головним бухгалтером у малому бізнесі. У 1990-ті роки також займалася громадською роботою як керівник організації із  захисту навколишнього середовища (ГО «Зелене місто») в м. Омську. В цей період балотувалася в міську та обласну Ради народних депутатів, але не пройшла на виборах.

### Письменницька та духовна діяльність
В 2001 р. Т. Мікушина заснувала духовно-просвітницький центр "Сіріус", направленість якого близька до теософії. В 2005 р. видала свою першу книгу «Добро і зло. Приватне прочитання Таємної доктрини О.П. Блаватської». З 4 березня 2005 р. вона починає публікувати «послання Владик Мудрості». Щоденно протягом 4-х місяців додавалися нові «диктовки», і таким чином був сформований перший цикл. Всього за 11 років було прийнято 21 цикл послань та окремі диктовки, котрі в підсумку видані одним томом під назвою «Книга Мудрості». Загалом Т. Мікушина є автором близько 70 книг (станом на 2022 рік). Широко поширені їх переклади.

В 2008 р. Т. Мікушина побудувала навчальний центр біля м. Омськ. Частину придбаних земель, які планувались під будівництво садочка і школи Монтессорі, центру Матері і дитини, було забрано за рішенням судів першої інстанції. Через три роки Верховним Судом Росії землі були повернені, та відразу по тому на території навчального центру відбулася серія підпалів. Як результат, в 2012 році Т. Мікушина залишила територію Росії і з того часу проживає по різних країнах світу.

### Громадська діяльність
У 2014 році Т. Мікушина стала ініціатором створення Міжнародного громадського руху «За моральність!» (рос. «За нравственность!»). Потім започаткувала ще низку громадських ініціатив.

## Погляди
Одне з основних понять в працях Т. Мікушиної - це «Вищий моральний закон», або «Божественний закон». Такі явища, як духовне зубожіння та деградація, вона називає головними причинами цивілізаційної кризи сучасного суспільства, перетворення його в суспільство споживання. 
|  | За великим рахунком, у світі де ми живемо, існує тільки дві ідеології. Одна ідеологія - це ідеологія суспільства споживання, яка зараз панує у світі. І друга ідеологія - це «Божественна ідеологія». |

Значна частина творчості Т. Мікушиної присвячена розкриттю законів духовного світу на яких, за її твердженням, базується існування як людини зокрема, так і людства в цілому. В книгах порушується широкий спектр тем, починаючи від походження добра і зла та закінчуючи способами подолання негативних тенденцій на всіх рівнях суспільства.

Свідомість людини названа ключовим фактором, а підвищення свідомості - шляхом до оздоровлення всіх сфер людської діяльності. Один з прикладів цього - боротьба. При низькому рівні свідомості боротьба зі своїми внутрішніми «ворогами», тобто недоліками, перетворюється в пошук зовнішніх ворогів, насильство. Так в рецензії на книгу Т. Мікушиної «Про ненасильство» канд. філос. наук Д. Метилка пише:
|  | Ідея боротьби не тільки не є необхідною, але і не несе справжнього блага, так як вона є отруйний плід викривленого сприйняття реальності, основаного на підміні цілого частинами. Якщо кожен зробить посил звільнення від химер фрагментованого сприйняття керівництвом в своїй щоденній духовній гігієні, тоді світ без насильства перестане здаватися утопією. |

## Вибрана бібліографія
- Добро і зло. Приватне прочитання Таємної Доктрини О.П. Блаватської. — 2005 р. — ISBN 978-5-91348-001-9.
- Внутрішній шлях. — 2010 р. — ISBN 978-5-903894-23-9.
- Слово мудрості (в 3-х томах). — 2011 р. — ISBN 978-5-903894-33-8.
- Ви любите значить ви живі. — 2012 р. — ISBN 978-5-903894-36-9.
- Вчення про зміну свідомості. — 2015 р. — ISBN 978-5-903894-69-7.
- Вчення про Бога, душу і ненасилля. — 2016 р. — ISBN 978-5-903894-59-8.
- Книга мудрості. — 2017 р. — ISBN 978-5-9908749-5-4.